# Eiken-bloesemboktor
De eiken-bloesemboktor (Cortodera humeralis) is een keversoort uit de familie van de boktorren (Cerambycidae). De wetenschappelijke naam van de soort werd voor het eerst geldig gepubliceerd in 1783 door Schaller.